# Mariusz Nowik
Mariusz Nowik (ur. 23 listopada 1977 w Łomży) – polski dziennikarz i historyk, autor książek o tematyce historycznej poświęconych II wojnie światowej.

## Życiorys
Absolwent studiów historycznych na Wydziale Historii Uniwersytetu Warszawskiego (2002). 
Z dziennikarstwem związany od 2000 roku, specjalizuje się w dziennikarstwie informacyjnym, pisze również artykuły o tematyce historycznej. Publikował między innymi na łamach tytułów, takich jak „Dziennik Gazeta Prawna”, „Gazeta Wyborcza”, „Newsweek” czy „Przekrój”, a także w portalach internetowych, takich jak Wirtualna Polska, Onet, dziennik.pl czy tvn24.pl. Autor podcastu "W starym newsie" na platformie streamingowej TVN24 GO należącej do TVN24 i audycji poświęconych tematyce historycznej w ramach cyklu "Plac na rozdrożu" w Radiu 357.
Prowadzi autorską rubrykę "Mariusz Nowik poleca" w dwumiesięczniku "Newsweek Historia" oraz autorską stronę internetową atocihistoria.pl popularyzującą wiedzę historyczną.
Od 2023 roku związany z Radiem ZET. Jest zastępcą dyrektora informacji Radia ZET.

## Nagrody i wyróżnienia
- Nominowany do Międzynarodowej Nagrody im. Witolda Pileckiego (2024) przyznawanej przez Instytut Pileckiego – kategoria reportaż historyczny, za książkę „Krwawe dożynki. 1943"[19]
- Finalista Nagrody BohaterONy 2024 im. Powstańców Warszawskich w kategorii „Dziennikarz”[20]

## Publikacje
- "Zagłada Żydów na ziemi łomżyńskiej", Dom Wydawniczy Bellona, Warszawa 2006[21]
- "Palmiry. Zabić wszystkich Polaków", Wydawnictwo Prószyński i S-ka, Warszawa 2021[22][23]
- "Krwawe dożynki. 1943", Wydawnictwo Prószyński i S-ka, Warszawa 2023[24][25]